# Епіхізис

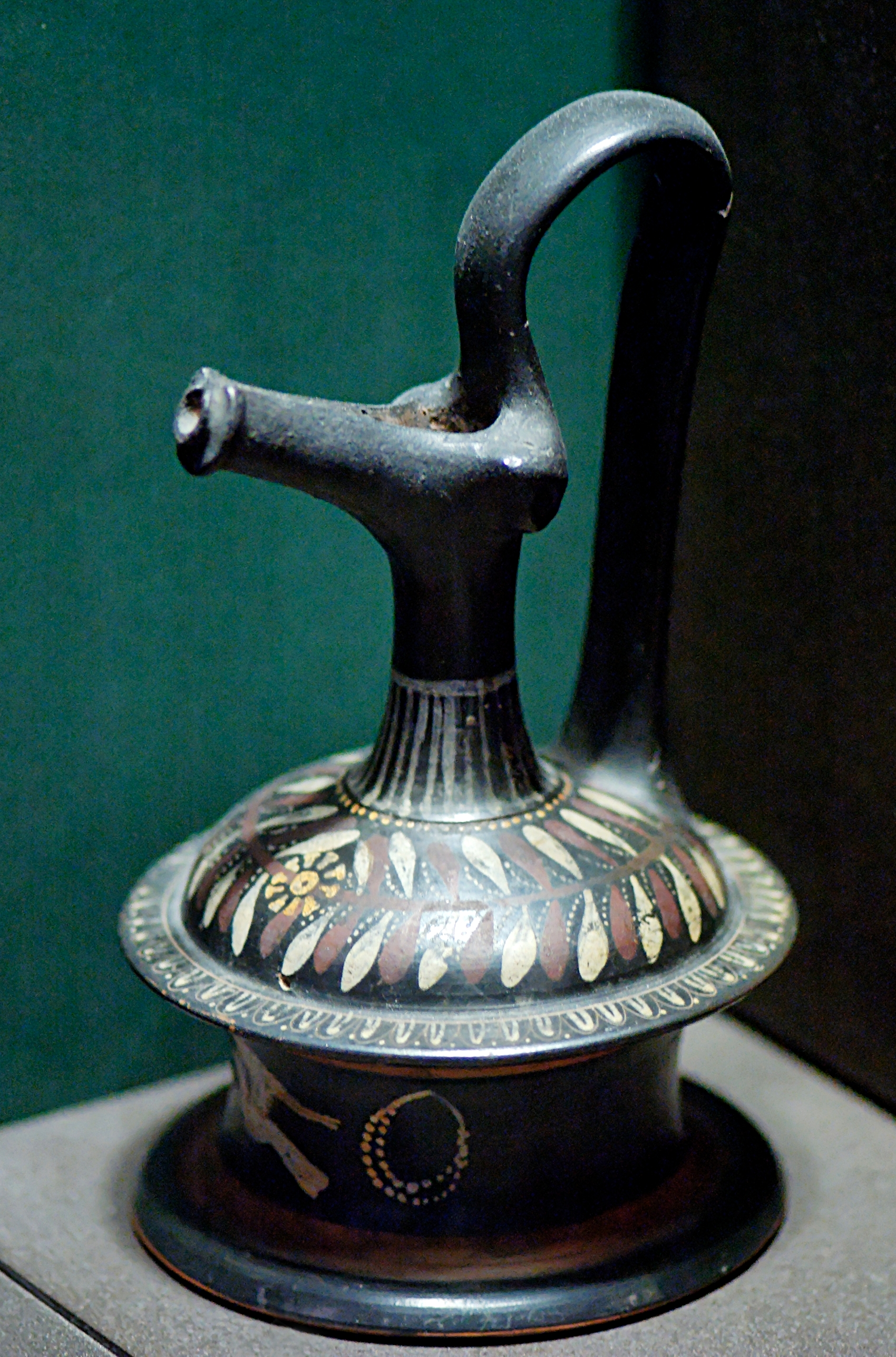
Епіхізис з Апулії у стилі гнафія, Лувр

Епіхізис (грец. ἐπίχυσις) — давньогрецька посудина циліндричної форми, часто з двома горизонтальними профілями-рантами, тонкою шийкою, що закінчується відігнутим носиком із відкритим зливом, і високою вигнутою ручкою.
Епіхізиси часто прикрашалися розписом. З'явився він в південній Італії, в Апулії. Імовірно епіхізис був предметом жіночого вжитку і використовувався для косметичних процедур.